# Poncetia
Poncetia is een geslacht van vlinders van de familie tandvlinders (Notodontidae), uit de onderfamilie Dudusiinae.

## Soorten
- P. albistriga Moore, 1879
- P. bhulauica Bänziger
- P. doisuthepica Bänziger, 1988
- P. huaykaeoensis Bänziger, 1980
- P. lacrimisaddicta Bänziger, 1988
- P. siamica Bänziger, 1983